# Dipchasphecia altaica
Dipchasphecia altaica is een vlinder uit de familie wespvlinders (Sesiidae), onderfamilie Sesiinae.
Dipchasphecia altaica is voor het eerst wetenschappelijk beschreven door Gorbunov in 1991. De soort komt voor in het Palearctisch gebied.